# Okna (potok)
Okna je potok na východním Slovensku, levostranný přítok Čierne vody.

## Číselné údaje
Má délku 37 km. Pramení pod Sninským kameňom (1 006,0 m) v pohoří Vihorlatské vrchy, v nadmořské výšce přibližně 800 m.

## Průběh toku

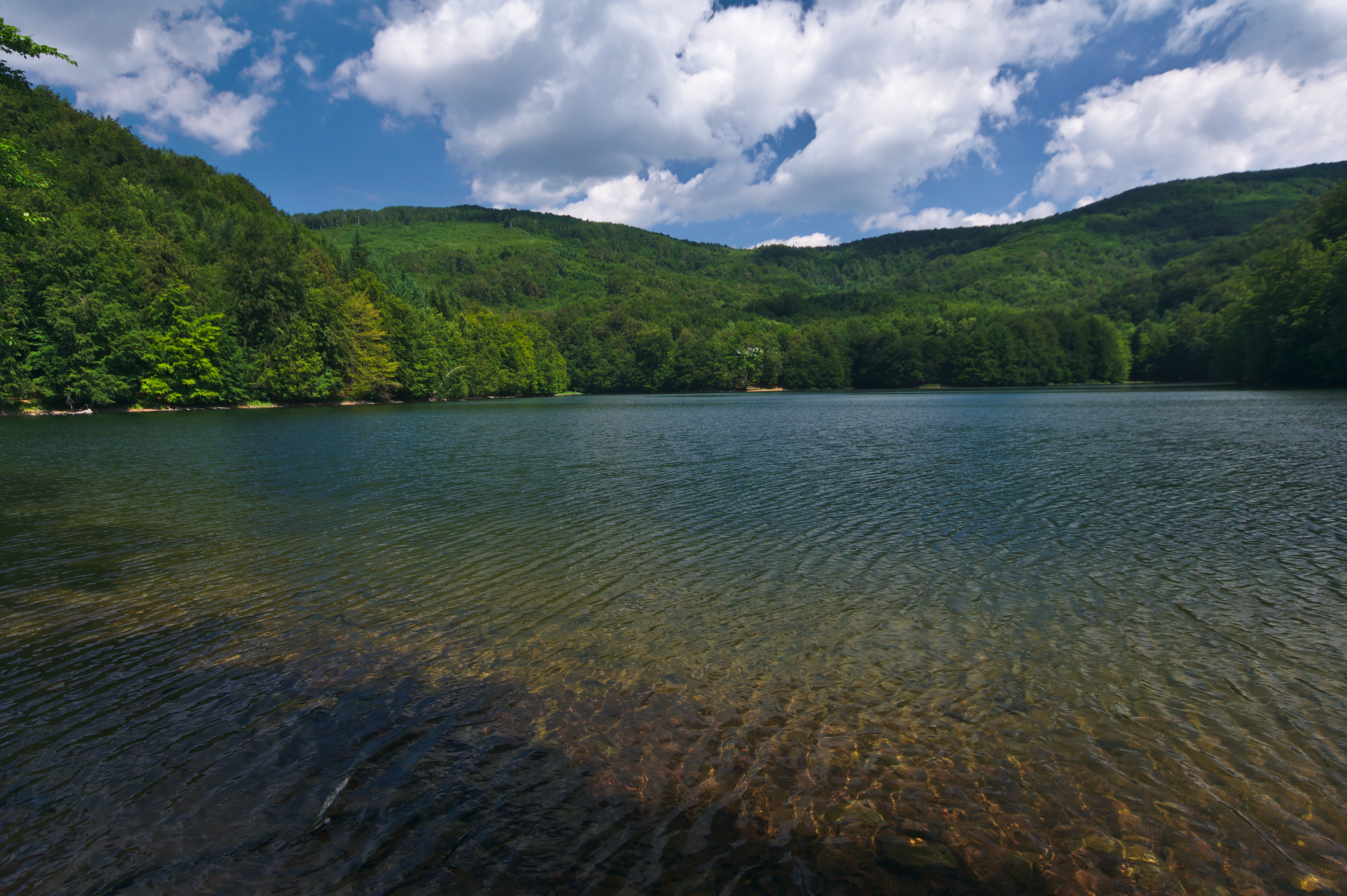
Morské oko, které Okna napájí. V pozadí Sninský kameň, pod kterým pramení

Okna teče na jih dlouhou a zalesněnou dolinou, protéká jezerem Morské oko, ústí do ní zleva potok Lisaka, zprava Čremošná, zleva Barlahov a Havranec a vtéká do Podvihorlatské pahorkatiny. Protéká obcí Remetské Hámre, kde se tok rozděluje na dvě ramena, zleva do ní ústí Falašov potok a zprava Hámorský potok. Je na ní malá vodní nádrž, protéká Vyšnou Rybnicí a u Jasenova vtéká do Východoslovenské roviny. Dále teče přes obce Ruskovce a Nižná Rybnica, kde se koryto Okny křižuje s kanálem Veľké Revištia-Bežovce a stáčí se na jihozápad. Protéká zemědělskou krajinou s mnoha zavlažovacími kanály. U Bunkovec je to např. Žiarovnický kanál. Potom teče okolo Blatných Remet a Blatné Polianky a opět se stáčí více na jih, ústí do ní Sobranecký kanál a poté pokračuje na západ. Zleva do ní ještě ústí Olšinský kanál (108,5 m n. m.) a Hrabovský kanál a protéká jižním okrajem Senianských rybníků a u obce Senné se spojuje s Čiernou vodou.